# Viagens Iberia
Viagens Iberia é uma agência de viagens espanhola pertencente a Orizonia, fundada em 1930. Apesar de seu nome, não pertence a Iberia L.A.E. e não tem nenhum tipo de relação corporativa com ela fora das típicas de qualquer agência de viagens em Espanha..
Desde finais dos anos 90 e princípios da década seguinte a companhia passou de ser uma agência secundária à 4ª em importância no mercado espanhol, sobretudo graças a sua importante expansão adquirindo a divisão espanhola de viagens de Tui AG e toda a rede de Viagens Quo entre outros. Actualmente também se encontra imersa na sua expansão internacional, com seus primeiros escritórios em Portugal, onde se denomina D-Viagem, em lugar de Viagens Iberia. Actualmente conta com mais de 700 escritórios entre Espanha e Portugal.
É uma empresa enfocada ao turismo de férias principalmente, no entanto também conta com um importante departamento de viagens de negócios para organizar congressos ou convenções.